# Вечни (филм)
Вечни (енгл. Eternals) амерички је суперхеројски филм из 2021. године, темељен на истоименој раси Marvel Comics-а. Продуцента Marvel Studios-а и дистрибутера Walt Disney Studios Motion Pictures-а, представља 26. филм у Марвеловом филмском универзуму (МФУ). Филм је режирала Клое Џао, која је написала сценарио са Патриком Берлијем, Рајаном Рирпом и Казом Фирпом. Ансамблску поделу улога чине Џема Чен, Ричард Маден, Кумаил Нанџијани, Лија Макхју, Брајан Тајри Хенри, Лорен Ридлоф, Бари Коган, Дон Ли, Хариш Пател, Кит Харингтон, Салма Хајек и Анџелина Џоли. У филму, Вечни, бесмртна ванземаљска раса, излазе из скровишта после хиљада година како би заштитили Земљу од својих древних колега, Девијаната.
У априлу 2018. године, председник Marvel Studios-а, Кевин Фајги, најавио је филм који се темељи на Вечнима и започео је развој, са Рајаном и Казон Фирпоом који су у мају ангажовани да напишу сценарио. Крајем септембра, ангажована је Клое Џао да режира филм, и дата јој је слобода да користи свој стил приликом снимања филма, попут снимања на локацији више од претходних филмова Marvel Studios-а. Џаова је поново написала сценарио, чему је касније откривено да је Берли такође допринео. Почевши од марта 2019. године, ангажована је разноврсна глумачка екипа за тумачење Вечних, која укључује приказ геј суперхероја. Снимање се одвијало између јула 2019. и фебруара 2020. године, у Pinewood Studios-у, као и на локацијама у Лондону и Оксфорду, и на Канарским Острвима.
Премијера филма била је 18. октобра 2021. у Лос Анђелесу, а објављен је 5. новембра у биоскопима у Сједињеним Државама, као део четврте фазе МФУ-а. Филм је објављен 11. новембра 2021. године у биоскопима у Србији, дистрибутера MegaCom Film-а. Добио је помешане критике од стране критичара, који су похвалили теме и визуелне ефекте, али су критиковали излагање радње, филмски темпо, време трајања и недостатак развоја ликова.

## Радња
Пет хиљада година пре нове ере, десеторо Вечних: Ајак, Серси, Икарис, Кинго, Спрајт, Фастос, Макари, Друиг, Гилгамеш и Тена, Селестијал Аришем шаље на Земљу да заштите човечанство од најезде Девијаната. Последњи од Девијаната умиру 1521. године када се група због различитих погледа на наставак односа са човечанством расипа. Од тада, они време проводе сами или у мањим групама, чекајући Аришемов позив.
У садашњости, Серси и Спрајт живе заједно у Лондону. Након што ју је Икарис напустио вековима раније, Серси је тренутно у романтичној вези са човеком, Дејном Витманом, запосленим у Природњачком музеју. Њих троје напада Девијант по имену Кро, али их Икарис спасава и отера створење. Схвативши да се непријатељ вратио, они путују у Јужну Дакоту да би се састали са својом лидерком, Ајак, али је налазе мртву.
Ајак постхумно бира Серси за своју наследницу. Серси комуницира са Аришемом који јој открива да мисија на Земљи није била истребити Девијанте, већ омогућити развитак популације како би се обезбедили услови за „хитност”. Аришем јој објасни да милионима година Селестијали планирају планете које ће искористити за размножавање, као и да су Девијанти слани са циљем да униште највише предаторе и заштите развитак интелигентног живота на планетама, неопходног за рађање Селестијала. Ипак, Девијанти су еволуирали и кренули у лов на домицилно становништво те су Селестијали створили Вечне да их истребе. Поништавањем Таносовог „пуцња”, на Земљи су се створили идеални услови за рађање Селестијала Тиамута што би резултовало уништењем планете.
Вечни схватају да су превише заволели Земљу да би дозволили њено уништење и одлуче да зауставе рађање Тиамута. Након сусрета са Кингом, Теном и Гилгамешом, они крећу у амазонску прашуму у потрази за Друигом, али их Кро и Девијанти нападају. Вечни се успешно бране, али Гилгамеш гине у борби трудећи се да заштити Тену. Након Гилгамешове кремације, Вечни налазе Фастоса и он предложи да Друиг својим моћима успава Тиамута и тако одложи његово рађање. Ипак, неопходно би било да се сви повежу у Уни-ум, Фастосов изум који би сјединио њихове моћи. На свом матичном броду, Домоу, они налазе Макари која тамо чека Аришемов позив. Икарис признаје тиму да зна за рађање Селестијала много пре њих и да бира да остане веран Аришему због чега је одвео Ајак на ноге Девијантима у сигурну смрт. Уз претњу осталима, Икарис одлази заједно са Спрајт која је неузвраћено заљубљена у њега. Тим напушта и Кинго не желећи да се бори било против Икариса или осталих.
Макари налази место где ће се рађање извршити где се одвија и борба између Икариса и Спрајт против осталих. Кро долази и упушта се у борбу, али га Тена убије. Друиг савлада Спрајт након што она покуша да убије Серси. Остатак Вечних савлада Икариса, али он се ослобађа након што Фастос активира Уни-ум. Икарис одлази да убије Серси која покушава да окамени Тиамута, али одустаје јер је воли. Икарис и Спрајт се придружују Уни-уму што даје довољно снаге Серси. Без снаге да се носи са осећајем кривице, Икарис одлеће ка Сунцу како би се убио. Спрајт затражи од Серси да преосталу енергију искористи да оконча њено стање вечног детета и претвори је у људско биће.
Тена, Друиг и Макари одлазе Домом да траже друге Вечне, док Серси, Фастос и Кинго остају на Земљи. Дејн признаје своја осећања Серси и пре него што јој открије породичну тајну она бива одвучена у свемир заједно са Кингом и Фастосом од стране Аришема. Аришем није задовољан њиховом издајом, али се одлучи да поштеди човечанство ако из сећања њих троје открије да су достојни живота. Уз обећање да ће се вратити са пресудом, Аришем и остало троје нестају.
У сценама после одјавне шпице Тену, Макари и Друига посећује Ерос, Таносов брат, и његов асистент трол Пип, нудећи им помоћ да нађу остале; Дејн отвара стари породични ковчег у ком је легендарна Ебони оштрица док га глас пита да ли је сигуран да то жели.

## Улоге
| Глумац             | Улога             |
| ------------------ | ----------------- |
| Џема Чен           | Серси             |
| Ричард Маден       | Икарис            |
| Кумаил Нанџијани   | Кинго             |
| Лија Макхју        | Спрајт            |
| Брајан Тајри Хенри | Фастос            |
| Лорен Ридлоф       | Макари            |
| Бари Коган         | Друиг             |
| Дон Ли             | Гилгамеш          |
| Хариш Пател        | Карун             |
| Кит Харингтон      | Дејн Витман       |
| Салма Хајек        | Ајак              |
| Анџелина Џоли      | Тена              |
| Бил Скарсгорд      | Девијант Кро      |
| Дејвид Кеј         | Селестијал Аришем |